# Хозијер
Ендру Џон Хозијер-Бирн (енгл. Andrew John Hozier-Byrne; 17. март 1990) је ирски музичар и текстописац.

## Каријера
Године 2013. је избацио његов најпознатији сингл Take Me to Church који говори о ЛГБТ заједници, инспирисан насиљем у Русији. 
Спот за песму је изашао септембра исте године и постао је виралан. 
Септембра 2014. је издао албум под називом Hozier који је садржао песме "Take Me to Church", "Someone New", "Work Song" и "From Eden". После изласка албума је имао турнеју по Америци и Европи. 
Године 2018. је издао сингл под називом Nina Cried Power у коме пева о ксенофобији. 
Следеће године је издао свој други албум Wasteland, Baby! , 1. марта 2019. године и завршио је на Билборду 200 у САД. 